# Andrzej Sulima Kamiński
Andrzej Sulima Kamiński (ur. 1935 w Krakowie) – polski profesor historii specjalizujący się w historii Rzeczypospolitej Obojga Narodów, Europy Środkowo-Wschodniej i Rosji XVI–XVIII wieku. Dyrektor i założyciel Instytutu Przestrzeni Obywatelskiej i Polityki Społecznej, członek zagraniczny PAU.

## Życiorys

### Edukacja
Ukończył studia na Wydziale Filozoficzno-Historycznym Uniwersytetu Jagiellońskiego w Krakowie. W 1966 doktoryzował się.

### Działalność naukowa
W latach 1970–1982 był wykładowcą na Uniwersytecie Columbia w Nowym Jorku, a od 1982 wykładał historię na Uniwersytecie Georgetown w Waszyngtonie. Jako profesor gościnny wykładał na Uniwersytecie Kalifornijskim w Berkeley, Fordham University w Nowym Jorku, w Uniwersytecie Hebrajskim w Jerozolimie, Uniwersytecie Pittsburskim oraz Uniwersytecie Warszawskim. 
W 2005 na zaproszenie ministerstwa spraw zagranicznych Izraela prowadził katedrę polską na Uniwersytecie Hebrajskim w Jerozolimie, a w latach 80. XX w. – otwarte seminarium dla Polaków w Stanach Zjednoczonych na Uniwersytecie Columbia poświęcone problemom najnowszej historii Polski. Prowadził również otwarte seminaria w Instytucie im. Józefa Piłsudskiego w Nowym Jorku.
Od 1997 jest członkiem zagranicznym Polskiej Akademii Umiejętności. W 2006 założył przy Wyższej Szkole Handlu i Prawa im. Ryszarda Łazarskiego Instytut Przestrzeni Obywatelskiej i Polityki Społecznej.
W swych wykładach i publikacjach wskazuje na związki między tradycją obywatelską oraz systemem wartości Rzeczypospolitej (wielu narodów) a ideami stanowiącymi genezę i fundament współczesnej integracji narodów europejskich w ramach Unii Europejskiej. Podkreśla, że dzieje Rzeczypospolitej powinny zająć istotne miejsce w wydobywanej z zapomnienia i często lekceważonej historii parlamentaryzmu i konstytucjonalizmu europejskiego. Jest autorem wielu książek i artykułów poświęconych historii i kulturze krajów Europy Środkowo-Wschodniej. Prowadzi badania na temat dziejów przestrzeni obywatelskiej w Europie.

## Działalność społeczna
Działał na rzecz Polski oraz obszaru postsowieckiego w ramach East Central European Scholarship Program (ECESP). Program ten został utworzony przez Kongres Stanów Zjednoczonych i umożliwia studia w USA młodym liderom pochodzącym z krajów postkomunistycznych. Profesor brał udział w procesie wyboru kandydatów do Programu, a następnie był doradcą naukowym stypendystów. Do chwili obecnej Program ukończyło ok. 2000 osób, w tym ok. 400 z Polski. Większość polskich absolwentów Programu wchodzi w skład polskich elit politycznych i gospodarczych. W marcu 2006 z inicjatywy profesora Wyższa Szkoła Handlu i Prawa im. Ryszarda Łazarskiego była organizatorem Zjazdu Absolwentów ECESP. 

## Odznaczenia
3 marca 2008 został odznaczony Krzyżem Kawalerskim Orderu Odrodzenia Polski.
W 2022 otrzymał tytuł doktora honoris causa Akademii Kaliskiej.

## Wybrane publikacje
- Konfederacja sandomierska wobec Rosji w okresie poaltransztadzkim 1706–1709, Wrocław: Zakład Narodowy im. Ossolińskich – Wydawnictwo Polskiej Akademii Nauk 1969.
- Republic vs. autocracy. Poland-Lithuania and Russia 1686–1697, Cambridge, MS,; distr. by Harvard Univ. Press for the Harvard Ukrainian Research Inst 1993.
- Historia Rzeczypospolitej Wielu Narodów 1505–1795. Obywatele, ich państwa, społeczeństwo, kultura, Lublin: Instytut Europy Środkowo-Wschodniej 2000.
- Rèspublìka suprac' aŭtakratyì. Rèč Paspalìtaâ ì Rasìâ ŭ 1686–1697 gadah, per. z ang. Ales' Martynaŭ, Mìnsk: Ì. P. Logvìnau 2009.
- O tradycjach obywatelskich Rzeczypospolitej – rozmowa z Andrzejem Sulimą-Kamińskim, w: Andrzej Nowak, Od imperium do imperium. Spojrzenie na historię Europy Wschodniej, Kraków: Arcana – Warszawa: Instytut Historii PAN 2004, s.315–336.